# Helmut Bertram
Helmut Bertram (20 de março de 1910 – 27 de janeiro de 1981) foi um político alemão da União Federalista e ex-membro do Bundestag alemão.

## Vida
Foi membro do Bundestag alemão desde 3 de novembro de 1949, quando sucedeu a Rudolf Amelunxen, até ao final do primeiro mandato do Partido de Centro, que a partir de 14 de dezembro de 1951 formou um grupo parlamentar com o Partido da Baviera sob o nome de Federalista União. De 16 de julho de 1952 a 10 de dezembro de 1953, foi membro do Parlamento Europeu.

## Literatura
Herbst, Ludolf; Jahn, Bruno (2002).  Vierhaus, ed. Biographisches Handbuch der Mitglieder des Deutschen Bundestages. 1949–2002 (em alemão). München: De Gruyter - De Gruyter Saur. 1715 páginas. ISBN 978-3-11-184511-1